# ديكرانوس الرابع
ديكرانوس الرابع (بالأرمنية: Տիգրան Դ) كان ملكا لأرمينيا من 12 قبل الميلاد إلى 5 قبل الميلاد ثم من من 4 قبل الميلاد إلى 1 من الميلاد، خلفا لوالده الملك ديكرانوس الثالث الذي كان ملكا لأرمينيا الكبرى من عام 20 ق.م الي 8 ق.م. ‌